# Immoral Guild
Immoral Guild (不徳のギルド, Futoku no Girudo, litt. « La guilde de la dépravation »), est une série de manga japonaise par Taichi Kawazoe. Elle est prépubliée dans le Monthly Shōnen Gangan de Square Enix depuis juin 2017 et dix volumes reliés sont parus au 12 septembre 2022. Une adaptation en série d'animation produite par le studio japonais TNK est diffusée entre octobre et décembre 2022.

## Synopsis
À seulement 20 ans, Kikuru est déjà un aventurier reconnu. Toutefois, il perd sa motivation car il n'a jamais eu de relation avec une femme. Enome, une responsable de la guilde, parvient alors à le convaincre de faire équipe avec Hitamu, une combattante en arts martiaux débutante. Kikuru commence ainsi à faire équipe avec plusieurs aventurières, dont la malchance les amènera à chaque fois à se retrouver dans des situations érotiques lors de leurs affrontements avec des monstres.

## Personnages
Kikuru Madan (キクル・マダン)
Voix japonaise : Katsumi Fukuhara
Hitamu Kyan (ヒタム・キャン)
Voix japonaise : Karin Isobe
Maidena Ange (メイデナ・アンジェ, Meidena Anje)
Voix japonaise : Ayano Shibuya
Toxico Danar (トキシッコ・ダナー, Tokishikko Danā)
Voix japonaise : Yō Taichi
Hanabata Nokins (ハナバタ・ノーキンス, Hanabata Nōkinsu)
Voix japonaise : Yuna Kamakura
Noma Rune (ノマ・ルーン, Noma Rūn)
Voix japonaise : Saho Shirasu
Enome (エノメ)
Voix japonaise : Rumi Ōkubo
Eshune (エシュネ)
Voix japonaise : Yuyu Shoji

## Production et supports

### Manga
Écrit et illustré par Taichi Kawazoe, Immoral Guild commence sa prépublication dans le magazine Monthly Shōnen Gangan de Square Enix le 12 juin 2017. Au 12 septembre 2022, dix volumes reliés ont été publiés. 

#### Liste des volumes
| no | Japonais          | Japonais          |
| no | Date de sortie    | ISBN              |
| -- | ----------------- | ----------------- |
| 1  | 22 mars 2018      | 978-4-75-755623-2 |
| 2  | 21 juillet 2018   | 978-4-75-755781-9 |
| 3  | 22 février 2019   | 978-4-75-756008-6 |
| 4  | 6 août 2019       | 978-4-75-756234-9 |
| 5  | 12 février 2020   | 978-4-75-756497-8 |
| 6  | 11 août 2020      | 978-4-75-756795-5 |
| 7  | 12 février 2021   | 978-4-75-757088-7 |
| 8  | 11 août 2021      | 978-4-75-757419-9 |
| 9  | 11 mars 2022      | 978-4-75-757806-7 |
| 10 | 12 septembre 2022 | 978-4-75758132-6  |

### Anime
Une adaptation en série d'animation est annoncée le 10 mars 2022. La série est produite par le studio japonais TNK et réalisée par Takuya Asaoka, avec des scripts écrits par Kazuyuki Fudeyasu (en) et des conceptions de personnages gérées par Hiraku Kaneko.
Du fait de certains contenus à caractère sexuel, elle se décline en quatre versions, plus ou moins censurées, selon le média :
- la « version télévisée », pour la plupart des chaînes de télévision, dans laquelle les images et les sons sont fortement censurés, selon la règlementation japonaise ;
- la version « légèrement immorale », pour quelques chaînes de télévision ;
- la « version AT-X très immorale », pour la chaîne payante AT-X, sans censure d'image ;
- la version « Director's Cut complètement immorale », sans aucune censure, réservée aux éditions Blu-ray et DVD.

La diffusion à la télévision débute le 5 octobre 2022, pour la version censurée. La diffusion de la version « immorale » débute une semaine plus tard (ou deux, selon le média), soit le 12 octobre 2022.
En France, la série est diffusée en simulcast par la plateforme de streaming ADN, qui propose les deux versions ,.

#### Liste des épisodes
| No | Titre français,                              | Titre japonais                            | Titre japonais                                                                                         | Date de 1re diffusion |
| No | Titre français,                              | Kanji                                     | Rōmaji                                                                                                 | Date de 1re diffusion |
| -- | -------------------------------------------- | ----------------------------------------- | --- | --------------------- |
| 1  | Tu peux compter sur moi                      | ひたむきに頑張ります！ 少女の知らない世界 | Hitamuki ni ganbarimasu! Shōjo no shiranai sekai (Je ferai de mon mieux ! Le monde inconnu des filles) | 5 octobre 2022        |
| 2  | Un coup de tonnerre & Au bord du gouffre     | 晴天の霹靂 瀕死の狩人                     | Seiten no hekireki Hinshi no kariudo                                                                   | 12 octobre 2022       |
| 3  | Jouons ensemble & Tu es mon premier          | みんなで遊ぼう あなたが初めてです         | Minna de asobō Anata ga hajimete desu                                                                  | 19 octobre 2022       |
| 4  | Docteur Murder & Blanc et noir               | ドクター・マーダー 白と黒                 | Dokutā Mādā Shiro to kuro                                                                              | 26 octobre 2022       |
| 5  | Le secret de la force & Buffet à volonté     | キョウカのヒミツ 肉の宴                   | Kyōka no himitsu Niku no en                                                                            | 2 novembre 2022       |
| 6  | Mayday & Une nouvelle famille                | メーデー 新しい家族                       | Mēdē Atarashī kazoku                                                                                   | 9 novembre 2022       |
| 7  | Impossible & Menthe fraîche                  | ムリゲー ミントアイス                     | Murigē Mintoaisu                                                                                       | 16 novembre 2022      |
| 8  | Combustion complète & Remerciements          | 完全燃焼 ありがとう                       | Kanzen nenshō Arigatō                                                                                  | 23 novembre 2022      |
| 9  | La perle rare & Un peu de douceur            | 金のタマゴ やわらかいもの                 | Kin no tamago Yawarakai mono                                                                           | 30 novembre 2022      |
| 10 | Doutes & Mon père, ce héros                  | 揺れる思い 偉大な父                       | Yureru omoi Idaina chichi                                                                              | 7 décembre 2022       |
| 11 | Préposé aux conséquences & Un nouveau monde  | しわ寄せは走ってくる ニューワールド       | Shiwayose wa hashitte kuru Nyū wārudo                                                                  | 14 décembre 2022      |
| 12 | Je ne veux pas rentrer & Little le détective | 今日は帰りたくない 謎解きリトル           | Kyō wa kaeritakunai Nazotoki Litoru                                                                    | 21 décembre 2022      |